# Пнин, Иван Петрович
Ива́н Петро́вич Пнин (1773 — 17 (29) сентября 1805, Петербург) — русский поэт и публицист, первостепенный представитель просветительской мысли рубежа XVIII–XIX веков, ассоциируемый с окружением А. Н. Радищева. Член (с 1802), президент (с 1805) Вольного общества любителей словесности, наук и художеств.

## Биография
Внебрачный сын фельдмаршала князя Н. В. Репнина, получивший усечённую фамилию, родился, видимо, за границей. Воспитывался в доме отца. Получив образование в Московском университетском пансионе, а потом в артиллерийском и инженерном корпусе, Пнин служил в артиллерии, затем в департаменте народного просвещения на положении мелкого гражданского чиновника.
В 15 лет он написал первую «оду», за которой последовал целый ряд других. Расцвет литературной деятельности относится к 90-м годам XVIII века. В отличие от современных ему «одописцев» Пнин воспевал в них «нравственные совершенства человека», протестовал против насилий, унижения и рабства. В оде «Человек», направленной, очевидно, против Державина, Пнин требует освобождения человека от постыдного названия «червя»:

Какой ум слабый, униженный

Тебе дать имя червя смел?

То раб несчастный, заключенный

Который чувствий не имел.

В противовес Державину Пнин, обращаясь к человеку, говорит:

Ты царь земли — ты царь вселенной

Хотя ничто в сравненьи с ней

Хотя ты прах один возженный

Но мыслию велик своей.

В одах «На правосудие» и «Надежда» Пнин в ярких красках рисует тяжёлое положение крепостных. Как последователь французского материализма XVIII века, в частности Гольбаха, он выступал за политическое равенство.
Помимо од Пнин пишет лирические стихи и басни, тематика его произведений так же широка: от высоких философских и политических размышлений до эротики. Пнин являлся последовательным сторонником идейной поэзии. В «Послании к некоторым писателям» он утверждал, что «цель полезная» оправдывает даже сочинение, которое «слишком худо написано».
В 1798 году Пнин вместе с А. Ф. Бестужевым издавал «Санкт-Петербургский журнал», в котором наряду с сентиментальными повестями в духе того времени печатались также публицистические заметки в защиту пользы и необходимости широкого просвещения. В форме разговора калифа и его визиря Пнин приводит и разбивает все возражения против просвещения, навеянные французской революцией и распространявшиеся в русском обществе.
Развитию литературной деятельности Пнина в этом направлении особенно способствовало начало царствования Александра I. Он примкнул к той группе молодых петербургских писателей, из которой составилось «Вольное общество любителей словесности, наук и художеств». Стихотворения его, написанные в это время, печатались в «Журнале российской словесности» и «Журнале для пользы и удовольствия», а по смерти Пнина — в «Благонамеренном» и «Пантеоне русской поэзии». Свои взгляд на образ правления Пнин выразил в басне «Царь и придворный». Придворный сравнивает царя с верхним камнем пирамиды, а нижние, основные камни — с народом, созданным для него. На лесть придворного царь отвечает словами:

Тот камень, что свой блеск бросает с высоты

Разбился б в прах — частей его не отыскали

Когда б минуту хоть одну 

Поддерживать его другие перестали.

Испытав на себе всю тяжесть положения незаконнорождённых (в 1801 году умер Репнин, не упомянув сына в завещании), Пнин в 1803 году обратился к Александру I с запиской «Вопль невинности», в которой требовал улучшения положения незаконных детей, совершенно незаслуженно обреченных законом на материальную и нравственную кару (статья была впервые опубликована в «Историческом вестнике», 1889, № 1).

В книге «Опыт о просвещении относительно России» Пнин, исходя из мысли, что просвещение не может мириться с рабством, высказывается за освобождение крестьян, с которыми «помещики поступают хуже, нежели со скотами, им принадлежащими». Общая цель, к которой должно стремиться просвещение, заключалась, по мнению Пнина, «в приготовлении России полезных сынов отечеству, а не таких, которые бы гнушались тем, что есть отечественного, и презирали свой язык». Пнин предлагал обучать крестьян земледелию, дворян — юридическим наукам, военных — военным, священников — декламации, а не древним языкам, никому не нужным, и т. д. Книга Пнина разошлась очень быстро, но когда в том же году автор представил её с дополнениями в цензуру для нового издания, оно было остановлено, так как, по словам цензора, автор «с жаром и энтузиазмом жалуется на злосчастное состояние русских крестьян, коих собственность, свобода и даже жизнь находятся в руках какого-нибудь капризного паши». По этому поводу Пнин написал диалог между «манджурскими» цензором и писателем, в котором цензор тщетно старается убедить наивного автора в том, что «не всякая истина должна быть напечатана». Доносом на это сочинение Пнина приобрёл себе недобрую славу Г. В. Гераков.
«Блаженны те государи и те страны, где гражданин, имея свободу мыслить, может безбоязненно сообщать истины, заключающие в себе благо общественное»
Преждевременная смерть Пнина вызвала всеобщее сожаление, выразившееся в целом ряде речей, некрологов и стихотворений с похвалами открытому и честному характеру Пнина, его доброте и гражданским добродетелям. Общество любителей словесности, избравшее Пнина в 1805 году своим председателем, почтило память его особым заседанием. Ср. статью Н. Прыткова («Древняя и новая Россия», 1878, № 9) и «Сочинения К. Н. Батюшкова» (изд. П. Н. Батюшкова, СПб., 1887, т. 1).

## Публикации текстов
- Пнин И. П. Иван Пнин : Сочинения / Вступит. статья и ред. И. К. Луппола; подготовка к печати и комментарии В. Н. Орлова. — М. : изд-во Всесоюз. о-ва политкаторжан и ссыльно-поселенцев, 1934. — 311 с. — (Классики революционной мысли домарксистского периода / под общ. ред. И. А. Теодоровича ; т. 3). — 5000 экз. — OCLC 12919330.